# 达木
达木(Damu)是苏美尔神话中的植物 和转世之神。
他也是健康之神，医疗女神尼宁欣娜之子，达木从母亲那里获得了医术的神力。古巴比伦时代，他的称号是“达木医生”，崇拜他的主要地区是伊辛城(Isin)。达木有时与杜木兹混同。

## 参阅文献
1. ↑  《世界神话词典》，“达木<苏-阿>”，第202页，辽宁人民出版社，1989年
2. ↑  乔普拉, 拉梅什. . 吉安图书. 2005: 79  [2014-08-06]. ISBN 8182052327. （原始内容存档于2014-08-11）.
3. ↑  赫斯, 理查德. . 贝克学院. 2007年: 94  [2014-08-06]. （原始内容存档于2014-08-11）.
4. ↑  赛勒斯·戈登·赫茨尔, 加里·伦茨堡, 弥敦道·H.维特 (编).  4. Eisenbrauns. 2002: 141  [2014-08-06]. ISBN 1575060604. （原始内容存档于2014-08-11）.